# Barone Sangue
Il Barone Sangue (Baron Blood) è un personaggio dei fumetti pubblicato dalla Marvel Comics.
la sua identità è stata assunta da 3 differenti personaggi:
1. Lord John Falsworth (Barone Sangue I), creato da Roy Thomas (testi) e Frank Robbins (disegni), la sua prima apparizione avviene in The Invaders (vol. 1[1]) n. 7 (luglio 1976);
2. Victor Strange (Barone Sangue II), creato da Dann Thomas e Roy Thomas (testi) e Jackson Guice (disegni), la sua prima apparizione avviene in Doctor Strange, Sorcerer Supreme n. 15 (marzo 1990);
3. Kenneth Crichton (Barone Sangue III), creato da Roger Stern (testi) e John Byrne (testi e disegni). La sua apparizione avviene in Captain America (vol. 1) n. 253, mentre come Barone III appare in Union Jack (vol. 1) n. 2 (gennaio 1999), creato da Ben Raab (testi) e John Cassaday (testi e disegni).

## Storia editoriale
Creata da Roy Thomas e Frank Robbins, la versione originale apparve per la prima volta in The Invaders n. 7 (luglio 1976). Una seconda incarnazione creata da Thomas e Jackson Guice apparve in Doctor Strange, Sorcerer Supreme (Vol. 3) n. 10 (dicembre 1989), e ulteriori incarnazioni, inclusa una versione femminile chiamata Baronessa Sangue, furono create da Ben Raab e John Cassaday per Union Jack nn. 1-3 (dicembre 1998 - febbraio 1999), basate sui personaggi originariamente creati da Roger Stern e John Byrne per Captain America n. 253 (gennaio 1981).

### Pubblicazioni degli anni Settanta
Roy Thomas e Frank Robbins hanno presentato l'originale Barone Sangue, John Falsworth, in The Invaders nn. 7-9 (luglio-ottobre 1976); nella storia i flashback lo mostrano mentre viene trasformato in un vampiro da Dracula durante un viaggio in Transilvania e si unisce alle forze tedesche per la prima e la seconda guerra mondiale, mentre nel presente rimane a Castello Falsworth sotto le mentite spoglie di suo figlio che complotta per uccidere sua nipote, Jacqueline Falsworth, per vendicarsi del fratello maggiore, Lord Falsworth, finché non viene ucciso da Capitan America.

### Pubblicazioni degli anni Ottanta
Roger Stern e John Byrne diedero a Falsworth una falsa identità come Dr. Jacob Cromwell per Captain America nn. 253-254 (gennaio-febbraio 1981); nella storia, che presenta la prima apparizione dei suoi successori Kenneth Crichton e Lilly Cromwell, viene sconfitto e ucciso da Capitan America e dal nuovo Union Jack (Joey Chapman). Falsworth fece una breve ricomparsa in The Avengers Annual n. 16 (1987) di Tom DeFalco; nella storia è uno di un gruppo di supercriminali riportati in vita per combattere i Vendicatori.

### Pubblicazioni degli anni Novanta
Kenneth Crichton fece una breve apparizione nella storia di Fabian Nicieza e Kieron Dwyer "The Establishment" per Marvel Comics Presents n. 42 (febbraio 1990); in un flashback degli eventi successivi alla sua prima apparizione, viene mostrato mentre convince sua madre, Lady Jacqueline, a consentire a Joey Chapman di continuare a vestire i panni dell'Union Jack. Dan Slott e Rita Fagiani presentarono di nuovo Crichton e sua madre in "Seconda gioventù" per Marvel Comics Presents (Vol. 1) n. 89 (novembre 1991); nella storia, viene rapito nel tentativo di rubare il segreto della giovinezza alla recentemente ringiovanita Lady Jacqueline. Mentre Ron Marz e Ron Lim presentarono Falsworth nella storia dell'era della seconda guerra mondiale "The Gift" per Namor the Sub-Mariner Annual n. 2 (1992); nella storia Falsworth conquista l'affetto dell'interesse amoroso di Namor. Falsworth appare come personaggio di supporto nella miniserie Mortigan Goth: Immortalis (settembre 1993-ottobre 1994) di Nicholas Vince e Mark Buckingham, in quattro numeri, per la Marvel UK; la storia rivela in un flashback che mentre soggiornava a Castello Falworth durante la seconda guerra mondiale sotto la sua identità originale assunta, trasformò titolare dell'amante respinta dell'antieroe in un vampiro.
Crichton e Cromwell apparvero come personaggi di supporto nella miniserie Union Jack (dicembre 1998-febbraio 1999) di Ben Raab e John Cassaday, in tre numeri; nella storia Crichton viene sedotta da Cromwell come Baronessa Sangue, trasformata nel nuovo Barone Sangue e infine lasciata morire. Mentre Falsworth apparve come principale antagonista nella storia di supporto di Bill Rosemann e Vince Evans, ambientata durante la seconda guerra mondiale, Sgt. Fury, per Captain America (Vol. 3) nn. 20-21 (agosto-settembre 1999); in cui minaccia di trasformare Fury e la sua squadra in vampiri.

### Pubblicazioni degli anni Duemila
Cromwell è apparso come principale antagonista in New Invaders nn. 4-5 di Allan Jacobsen e C.P. Smith (gennaio-febbraio 2005); in cui intrappola Lady Jacqueline usando un'immagine di Crichton e nutre con il suo sangue il loro neonato figlio vampirico, mentre Falsworth ha fatto una breve apparizione nella storia di Steve Niles e Rafael Garres "Self-Made Monster" per Amazing Fantasy (Vol. 2) n. 17 (marzo 2006), in cui un flashback lo mostra mentre si vendica del biochimico Michael Morbius per aver inquinato la linea di sangue dei vampiri.

### Pubblicazioni degli anni 2010
Mike Benson e Paul Grist hanno presentato Falsworth nel racconto flashback della Seconda Guerra Mondiale Operation: Tooth Fairy per il n. 616 di 70th Captain America (maggio 2011); nel racconto Capitan America viene temporaneamente trasformato in un vampiro dal Barone Sangue.

## Biografia dei personaggi

### Barone Sangue I (Lord John Falsworth)
Secondogenito di una nobile famiglia inglese, mentre viaggiava per l'Europa, nella capitale della Valacchia John Falsworth trovò il castello di Dracula. Egli sperava di riuscire a dominare l'antico vampiro per ottenere ricchezza e potere, ma fu invece morso da Dracula e si trasformò in vampiro lui stesso. Durante la prima guerra mondiale, ritornato in Inghilterra, John fu al servizio dello spionaggio tedesco, con lo pseudonimo di Barone Sangue. In seguito allo scontro con Union Jack fu poi costretto a lasciare la patria.
Alla fine della guerra, rimase fedele alla Germania nazista. Accettò di sottoporsi ad alcuni esperimenti che gli consentirono di muoversi di nuovo alla luce del giorno. Forte di questo nuovo potere, ritornò in Inghilterra, nella tenuta di famiglia, per cercare vendetta contro il fratello Montgomery, che aveva ereditato tutti i beni dei Falsworth. Quando Union Jack e gli Invasori intervennero per fermarlo, egli cadde accidentalmente su una stalagmite e morì.
Dopo essere resuscitato per breve tempo ed essersi unito al Super-Axis, il Barone Sangue fu di nuovo impalato e seppellito all'interno della Torre di Londra.
Ai giorni nostri, un medico di nome Charles Cromwell lo resuscitò una volta ancora, per ordine di Dracula. Trasferitosi nei pressi di Feudo Medievale Falsworth, il Barone Sangue uccise Cromwell e ne assunse l'identità. Inizialmente egli sfruttava l'attività di medico per procurarsi piccole quantità di sangue dai propri pazienti, ma ben presto la sua sete si fece incolmabile ed egli cominciò a mietere vittime nel villaggio. Nelle vesti del Dr Cromwell, inoltre, egli era divenuto anche medico di Montgomery Falsworth e stava aspettando che il fratello invecchiasse e si ammalasse per morderlo e condannarlo a una vita eterna di sofferenza. Non appena si sparse la voce degli orribili delitti che stavano decimando la popolazione del paese, Lord Falsworth capì chi fosse il colpevole e chiese aiuto a Capitan America per uccidere definitivamente il Barone Sangue. Scoperta l'identità dietro a cui si celava il vampiro, Capitan America, aiutato nell'occasione dal nuovo Union Jack, Joe Chapman, affrontò in duello il vampiro e, al termine dello scontro, fu costretto a decapitarlo con il suo scudo; la testa e il corpo furono bruciati in due località differenti e le ceneri disperse grazie ad un incantesimo operato dal Dottor Strange, detto Formula di Montresi. Quando l'incantesimo perse la sua forza, tuttavia, il Barone Sangue fu richiamato in vita da Mys-Tech: fu però ucciso dal nuovo Union Jack e dai Cavalieri di Pendragon.

### Barone Sangue II (Victor Strange)
La storia The Book of the Vishanti: Curse of the Darkhold inclusa in Doctor Strange: Sorcerer Supreme presenta una seconda versione del personaggio. Quando un Dottor Strange ancora inesperto tenta di resuscitare il fratello defunto Victor con un incantesimo del Libro dei Vishanti, questo lo riporta in vita come un vampiro. Ricevuto il costume e il nome di "Barone Sangue" da una strega voodoo, Victor Strange tenta di controllare la propria sete di sangue e diventare un vigilante in costume col nome di Khiron. Cerca di cibarsi solo di criminali, e quando questi non sono disponibili, utilizza la sua fidanzata consenziente, Morgana. Tuttavia, i suoi impulsi eroici vengono usati contro di lui; Victor diventa vittima di Cagliostro, un'antica entità che ha bisogno di sangue di vampiro per vivere. Victor sfugge a malapena a questa situazione. La sete di sangue, tuttavia, lo costringe a uccidere innocenti e alla fine Victor si suicida.
Nella storia Blood Hunt, Victor Strange ritorna come fantasma. Dopo aver visto il corpo trasformato in vampiro del Dottor Strange, progetta di fare il suo ingresso. È stato rivelato che il fantasma di Victor Strange risiedeva nella Cripta delle Ombre dietro agli specchi del Sanctum Sanctorum. Blade, conoscendo la storia di Victor, gli ha fatto visita e si è presentato come un "amico". Victor in seguito ha posseduto il corpo del vampiro Dottor Strange e ha combattuto Wong, sopraffacendolo abbastanza da ritirarsi.

### Barone Sangue III (Kenneth Crichton)
Kenneth Crichton, figlio di Jacqueline Falsworth (alias Spitfire, l'ex supereroina della seconda guerra mondiale) avrebbe dovuto diventare il terzo Union Jack ma rifiutò lasciando il ruolo al suo caro amico Joey Chapman. Sofferente di anemia, venne tramutato in un vampiro dalla Baronessa Sangue mentre cercava una cura per la sua malattia.
Per ironia della sorte Kenneth, che aveva rifiutato di continuare la tradizione dei Falsworth come Union Jack, si trovò ad ereditare il titolo del folle e crudele prozio.

## Accoglienza

### Riconoscimenti
- Nel 2021, Screen Rant ha incluso il personaggio del Barone Sangue di John Falsworth nell'elenco "Marvel: 10 vampiri più potenti"[17].
- Nel 2022, CBR.com ha classificato il personaggio del Barone Sangue di John Falsworth al 4 ° posto nell'elenco dei "10 vampiri Marvel più importanti"[18] e al 5 ° nell'elenco dei "vampiri dei fumetti più spaventosi"[19].

## Altre versioni

### Terra-3931
In questo universo in cui tutti sono vampiri, la versione di Kenneth Crichton del Barone Sangue è stata l'ultima Union Jack prima di diventare Fratello Sangue.

### Terra-65
Nell'universo di Spider-Gwen, Barone Sangue è un vampiro basato sul musicista Prince. Fu attivo negli anni quaranta e fu sia un antagonista che un amante di Capitan America di Terra-65.

### Marvel Scimmie
Ambientata in un universo alternativo, la miniserie Marvel Apes raffigura gli eroi della Terra come scimmie intelligenti con Barone Sangue che si atteggia come l'eroe Capitan America negli Scimmiendicatori (una versione distorta del team di supereroi Vendicatori). L'avversario alla fine viene contrastato e sconfitto dal vero Capitan America.

### Vecchio Logan
Nelle pagine di Old Man Logan, l'anziano Logan si era risvegliato sulla Terra-616 e aveva avuto un flashback in cui il Barone Sangue, Teschio Rosso, il Conte Nefaria, Spirale e Whirlwind erano in piedi sui cadaveri dei supereroi il giorno in cui gli avversari si erano ribellati e gli eroi erano caduti.

## Altri media

### Televisione
- Il Barone Sangue (Lord John Falsworth) è apparso nell'anime Disk Wars: Avengers.